# Maut-Ausweichverkehr
Unter Maut-Ausweichverkehr versteht man Verkehrsströme, die dadurch entstehen, dass Verkehrsteilnehmer ggf. weniger verkehrsgünstige, aber mautfreie Strecken verwenden, um Straßenbenutzungsgebühren zu vermeiden. Auf den Ausweichstrecken führt das zu einer höheren Verkehrsdichte und -stärke, während sie sich auf den vermiedenen Maut-Strecken vermindern.

## Deutschland
Da in Deutschland praktisch nur von Lastkraftwagen Maut erhoben wird, beschränkt sich das Phänomen im Wesentlichen auf LKW, die auch im Durchgangsverkehr Bundesstraßen und Landstraßen nutzen. Aus diesem Grund wurde die Lkw-Maut auf die Bundesstraßen ausgedehnt. 

### Nachtfahrverbote für den LKW-Durchgangsverkehr
In Hessen und Baden-Württemberg wurden auf einigen Ausweichstrecken Nachtfahrverbote bzw. allgemeine Verkehrsverbote für Lastkraftwagen verordnet. Dies hat jedoch der Hessische Verwaltungsgerichtshof aufgehoben. In Baden-Württemberg bestehen sie aber noch, sind in der „BGL-Ausweichstreckenkarte 2008“ einsehbar.

## Frankreich
Auf den meisten Autobahnen in Frankreich wird eine Maut erhoben, die sich nach der gefahrenen Entfernung richtet. Meistens wird das Geschlossene Mautsystem verwendet: beim Auffahren auf die Autobahn bekommt man eine Karte (Schild „prenez votre ticket“), die an der Ausfahrt gezeigt werden muss, um den richtigen Mautpreis bezahlen zu können. Zwischendurch gibt es wenige Mautstellen direkt auf der Autobahn, dafür aber eine Mautstelle an jeder Ausfahrt. An kleineren Ausfahrten, die weniger benutzt werden, ist nicht immer ein Kassierer präsent, so dass nur Kartenzahlung möglich ist (Schild „péage automatique“). Auf den meisten Mautautobahnen liegen die Anschlussstellen 15 bis 30 km weit auseinander.
Wo die Nationalstraßen gut ausgebaut sind, gibt es oft Mautausweichverkehr. Beispiele: die D2020/N20 Paris – Arpajon – Étampes –Orléans bildet eine beliebte Alternative für die A10 Paris –Orléans. Im weiteren Verlauf macht die A10 zwischen Poitiers und Bordeaux einen Bogen über Saintes. Dort ist der Mautausweichverkehr auf der N10 Poitiers – Angoulême – Bordeaux so massiv, dass die Nationalstraße auf zwei Fahrstreifen je Fahrtrichtung verbreitert werde musste. Auf Nationalstraßen, die quer durch Städte und Dörfer verlaufen, gilt in Frankreich häufig ein Durchfahrtsverbot für LKW auf der Durchreise.
In Frankreich ist eine wichtige Bedingung zur Erhebung von Maut, dass eine alternative Straße vorhanden sein sollte, die den Durchgangsverkehr sicher abwickeln kann. Mautautobahnen durften in Frankreich also nur als Ergänzung des Straßennetzes gebaut werden und nicht als Ersatz. Diese Bedingung wurde zum Problem bei der N10 zwischen Bordeaux und Biarritz in der Region Les Landes. Dort war die N10 eine seit vielen Jahren stark überbelastete Fernstraße mit zwei Fahrspuren je Richtung, die jedoch nicht dem Ausbaustandard für eine Autobahn entsprachen. Da dem französischen Staat das Geld fehlte, um die N10 umzubauen, wurde eine Konzession vergeben. Die alte N10 wurde mit privaten Mitteln umgebaut zur Mautautobahn A63 mit drei Fahrstreifen je Richtung. Besonders an dieser A63 findet sich das sogenannte offene Mautsystem: die zwei Mautstellen können sehr einfach umfahren werden, indem man an der Ausfahrt vor der Mautstelle von der Autobahn herunter fährt und über Nebenstraßen zur nächsten Auffahrt fährt. Da die Anschlussstellen der alten N10 beibehalten wurden, liegt die nächste Anschlussstelle nie sehr weit weg. Eine lokale Protestgruppe weist darauf hin, dass es bei der A63 an einer vernünftigen Alternative fehlt, und fördert deswegen über ihre Internetseite den Mautausweichverkehr über die kleinen Nebenstraßen der Region Les Landes.

## Länder mit Vignetten-Maut
Die Maut auf Autobahnen in Slowenien, Österreich und in der Schweiz wird durch eine Vignettenpflicht erhoben. Dies ist bei größeren Entfernungen oder oftmaligem Gebrauch des Autobahnnetzes oft billiger als die streckenbezogene Maut, die in Frankreich und Italien erhoben wird. Die Vignette stellt allerdings einen Nachteil für Reisende dar, die diese Länder nur transithalber durchqueren. Insbesondere ist dabei auf kurzen Autobahnstrecken Ausweichverkehr zu beobachten:
- Slowenien: Kurzes Autobahnteilstück auf dem Weg zwischen Triest in Italien und dem kroatischen Teil der Halbinsel Istrien
- Österreich: Pfändertunnel auf dem Weg zwischen St. Margrethen in der Schweiz und Lindau in Deutschland